# حصار شاهباغ
حصار شاهباغ (শাহবাগ ব্লকেড) هو اعتصام يقطع ميدان شاهباغ في بنغلاديش في الساعة الرابعة مساءً بتاريخ 9 مايو 2025 بقيادة زعيم حركة الطلاب المناهضة للتمييز حسنات عبدالله مطالبًا بحظر رابطة عوامي من الحياة السياسية في بنغلاديش. تبع البرنامج مغادرة عبد الحميد، الرئيس السابق لبنجلاديش في عهد حسينة، بصمت من البلاد بدعم سري من هيئات حكومية قبل مواجهته للمحاكمة بتهمة التورط المباشر أو غير المباشر في المذبحة التي ارتكبتها حكومة الشيخة حسينة خلال احتجاجات حركة الطلاب المناهضة للحصة في عام 2024. وقد أثارت الحادثة ضجة كبيرة وانتقادات واسعة، وطرحت تساؤلات حول ضرورة قيام الحكومة بحظر حزب رابطة عوامي على الفور. وقد دعمت البرنامج وانضمت إليه جميع الأحزاب والهيئات السياسية تقريبا.

## الخلفية
في 8 مايو 2025، تم نشر خبر ترحيل عبد الحميد. وقالت سلطات الهجرة في بيان إنه غادر إلى تايلاند لتلقي العلاج الطبي. ويقال أيضًا أن ضباط الفرع الخاص (SB) في الشرطة يقولون إنه (عبد الحميد) لم يُمنع من مغادرة البلاد حيث لا يوجد حظر قضائي أو اعتراض أو حظر من أي قوة، في حين قالت سلطات الهجرة أيضًا أنه نظرًا لعدم وجود حظر على عبد الحميد من مغادرة البلاد، فقد سُمح له بالذهاب لتلقي العلاج. يزعم حنان مسعود أنه بموافقة أصحاب السلطة في الحكومة، وخاصةً بعد اتصال هاتفي من الرئيس محمد شهاب الدين، اتُخذت الترتيبات اللازمة لمغادرته البلاد سالمًا قبل محاكمته. وفور نشر الخبر، انتشر نقاش وانتقادات واسعة النطاق في وسائل الإعلام ومواقع التواصل الاجتماعي. وزعم تقرير في جوغانتار أن العديد من الأشخاص في الحكومة كانوا متورطين سراً في خروجه سالماً من البلاد، وأن عبد الحميد استخدم محطة كبار الشخصيات دون عوائق خلال هذا الوقت، حيث بقي في المطار لمدة 4 ساعات تقريباً. وفي أعقاب التوتر الذي أثارته الحادثة، سحبت الحكومة شخصا واحدا (مشرفا إضافيا على الشرطة) وأقالت اثنين آخرين لتورطهما. نور الحق نور، فرهاد مظهر، محفوظ علم، غونو أوديكار باريشاد واحتج كثيرون آخرون ضد ذلك. في ذلك الوقت، قال مستشار الشؤون الداخلية جهانجير علم شودري إنه إذا لم تتمكن دولة عبد الحميد من تقديم المتورطين إلى العدالة، فسوف يستقيل. قال سرجيس عالم إن الرئيس السابق عبد الحميد فر من البلاد، وهذا يعتبر فشلاً ذريعاً للحكومة، ويجب محاسبة المستشارين الرئيسيين للحكومة محمد يونس وآصف نذرول عليه. رداً على هذه الحادثة، في ليلة 8 مايو 2025، صرح الإعلامي آصف نازرول لإحدى وسائل الإعلام أن هناك احتمالاً لحظر رابطة عوامي أو منظماتها. وفي المساء، احتج طلاب حركة الطلاب المناهضة للتمييز عبر قطع طريق موكب مستشار الشؤون الداخلية في مطار سيدبور، وطالبوا بمعرفة كيفية هروب الرئيس السابق من البلاد من مستشار الشؤون الداخلية. في ليلة 8 مايو 2025، في ليلة 8 مايو 2025، دعا حسنات عبدالله مقيم عبد الحميد المستشار الرئيسي ي إلى برنامج حصار أمام جمنا مقيم المستشار الرئيسي محمد يونس حتى يتم حظر رابطة عوامي، حتى انضم العديد من الآخرين، بما في ذلك قادة حزب المؤتمر الوطني وحركة الطلاب المناهضة للتمييز.